# Tonganosaurus
Tonganosaurus (лат.) — род динозавров-зауроподов из семейства Mamenchisauridae, сходный с Omeisaurus. Единственный вид — Tonganosaurus hei. Этот динозавр жил на территории современного Китая, во время лейаса (нижнеюрской эпохи).
Tonganosaurus hei описан в 2010 году китайскими палеонтологами Ли Куем (Li Kui), Ян Чуньянем (Yang Chunyan), Лю Цзянем (Liu Jian) и Ван Чжэнсинем (Wang Zhengxin). Родовое название образовано от района Tong’an в провинции Сычуань. Название единственного вида (hei) образовано от имени китайского палеонтолога Хэ Синьлу (He Xinlu) и латинского суффикса «-i».
Ископаемые остатки динозавра были обнаружены в юрских отложениях Китая (геологическая формация Yimen Formation в провинции Сычуань). Известен по одному экземпляру, состоящему из 20 позвонков, передней конечности, плечевого пояса и задней конечности, с частично сохранившейся бедренной костью.
Tonganosaurus hei является довольно небольшим зауроподом, с длиной тела около 12 метров. Из-за сходства между позвонками Tonganosaurus и Omeisaurus был отнесён в семейство Mamenchisauridae.